# Special K (singolo)
Special K è un singolo del gruppo musicale britannico Placebo, pubblicato il 19 marzo 2001 come terzo estratto dal loro terzo album in studio Black Market Music.
Il video ufficiale del brano è stato diretto da Howard Greenhalgh. La copertina ritrae delle mele dorate su sfondo bianco, l'iconografia suggerisce come significato i peccati e l'indecisione, foto di Kevin Westenberg.
Or are you just my seventh seal?»
(Placebo, Special K)
Nel testo viene citato il Settimo Sigillo film di Ingmar Bergman.

## Tracce
CD (Europa, prima versione)
1. Special K – 3:51
2. Dub Psychosis – 3:38
3. Passive Aggressive (Brothers in Rhythm Remix) – 9:03
4. Special K (Timo Maas Remix) – 7:30
5. Little Mo – 3:02
6. Slave to the Wage (I Can't Believe It's a Remix) – 3:30
7. Special K (Timo Maas Dub Remix) – 7:02

CD (Europa, seconda versione)
1. Special K – 3:51
2. Dub Psychosis – 3:38
3. Passive Aggressive (Brothers in Rhythm Remix) – 9:03

CD (Europa, terza versione)
1. Special K – 3:48
2. Johnny & Mary – 3:24 – cover di Robert Palmer

CD (Australia)
1. Special K – 3:50
2. Slave to the Wage (Radio Edit) – 3:46
3. Slave to the Wage (I Can't Believe It's a Remix) – 3:30
4. Johnny & Mary – 3:24 – cover di Robert Palmer
5. Slave to the Wage (Video)

Vinile 12"
1. Special K – 3:51
2. Dub Psychosis – 3:38
3. Passive Aggressive (Brothers in Rhythm Remix) – 9:03
4. Special K (Timo Maas Remix) – 7:30
5. Little Mo – 3:02
6. Slave to the Wage (I Can't Believe It's a Remix) – 3:30

## Classifiche
| Classifica (2001) | Posizione massima |
| ----------------- | ----------------- |
| Australia         | 50                |
| Belgio (Vallonia) | 45                |
| Francia           | 60                |
| Italia            | 18                |